# Loredana De Nardis
Loredana De Nardis, nota anche come Laura Del Sol (Frosinone, 4 luglio 1974) è un'attrice italiana.

## Biografia
Ha frequentato la Facoltà di Economia e Commercio a Cassino, e durante le estati ha lavorato da animatrice nei villaggi turistici. È approdata nel mondo dello spettacolo partecipando al varietà di Canale 5 La sai l'ultima?; lavora poi da spogliarellista nei locali romani di Riccardo Schicchi, con lo pseudonimo Laura Del Sol.
Nel 2004, avvicinatolo per chiedergli un autografo, conosce l'attore e produttore Massimo Boldi, con cui intraprende una relazione che in seguito diventa anche collaborazione professionale: Boldi le offre un primo ruolo nel film da lui prodotto e interpretato Matrimonio alle Bahamas, di Claudio Risi, del 2007, nel ruolo della fidanzata di Enzo Salvi. Dopodiché recita nella quarta stagione della serie televisiva Un ciclone in famiglia, sempre assieme a Massimo Boldi.
Nell'aprile del 2008 debutta inoltre con la compagnia teatrale di Enzo Salvi nella commedia Fratelli d'Italia, al Salone Margherita a Roma.
Recita ancora con Boldi nei film La fidanzata di papà (2008), A Natale mi sposo (2010), Natale a 4 zampe (2012), Ma tu di che segno 6? (2014), Un Natale al sud (2016) e in altre fiction TV, fino al burrascoso termine della relazione, quando diventa compagna dell'ingegnere elettronico pisano Mario Silvestroni.

## Filmografia

### Cinema
- Matrimonio alle Bahamas, regia di Claudio Risi (2007)
- La fidanzata di papà, regia di Enrico Oldoini (2008)
- A Natale mi sposo, regia di Paolo Costella (2010)
- Matrimonio a Parigi, regia di Claudio Risi (2011)
- Ma tu di che segno 6?, regia di Neri Parenti (2014)
- Matrimonio al Sud, regia di Paolo Costella (2015)
- La coppia dei campioni, regia di Giulio Base (2016)
- Un Natale al Sud, regia di Federico Marsicano (2016)
- Natale da chef, regia di Neri Parenti (2017)

### Televisione
- Un ciclone in famiglia 4 – serie TV (2008)
- Un coccodrillo per amico, regia di Francesca Marra – film TV (2009)
- Fratelli Benvenuti – serie TV (2010)
- Natale a 4 zampe, regia di Paolo Costella – film TV (2012)